# Mikałaj Markiewicz
Mikałaj Mikałajewicz Markiewicz (biał. Мікалай (Мікола) Мікалаевіч Маркевіч, ros. Николай Николаевич Макревич, Nikołaj Nikołajewicz Markiewicz; ur. 29 czerwca 1962) – białoruski dziennikarz i polityk, w latach 1990–1995 deputowany do Rady Najwyższej Białoruskiej SRR/Rady Najwyższej Republiki Białorusi XII kadencji; członek Opozycji BNF – frakcji parlamentarnej partii Białoruski Front Ludowy (Biełaruski Narodny Front), o charakterze antykomunistycznym i niepodległościowym; redaktor gazety „Pahonia”, skazany w 2002 roku na 2,5 roku więzienia na artykuł naruszający godność prezydenta Łukaszenki.

## Biografia
Urodził się 29 czerwca 1962 roku we wsi Czernice w rejonie żytkowickim obwodu homelskiego Białoruskiej SRR, ZSRR. W 1984 roku ukończył Kaliningradzki Uniwersytet Państwowy. W latach 1988–1992 był członkiem kulturalno-historycznego klubu „Pochodnia”, a od 1992 roku – przewodniczącym Społecznego Zrzeszenia Kulturalno-Oświatowej Fundacji „Baćkauszczyna”. Żonaty, ma troje dzieci. Prawosławny. Członek Partii BNF. 12 września 2003 roku stanął na czele grodzieńskiego oddziału Towarzystwa Języka Białoruskiego im. Franciszka Skaryny.
Należał do KPZR. Pod wpływem idei białoruskiego odrodzenia narodowego przełomu lat 80. i 90. opuścił tę partię i wstąpił do Białoruskiego Frontu Ludowego.

### Praca dziennikarska
Pracował jako korespondent gazet „Wysota” (1984–1986), „Grodnienskaja prawda” (1986–1991) i własny korespondent „Narodnej Gaziety” w obwodzie grodzieńskim (1992). W roku 1992 został redaktorem gazety „Pahonia” w Grodnie. Od 1997 roku przewodniczył Grodzieńskiej Organizacji Białoruskiego Związku Dziennikarzy.
Przed wyborami prezydenckimi w 2001 roku w gazecie „Pahonia” ukazał się artykuł Pawła Mażejki, krytyczny wobec prezydenta Alaksandra Łukaszenki. Jesienią 2001 roku Wyższy Sąd Gospodarczy Białorusi uznał go za materiał naruszający powagę i godność prezydenta, w związku z czym zlikwidował gazetę. Z tej samej przyczyny, 24 czerwca 2002 roku sąd Rejonu Lenińskiego Grodna skazał Mikałaja Markiewicza, jako redaktora „Pahonii”, na 2 lata i 6 miesięcy ograniczenia wolności. Wyrok odbywał w IUOT miasta Osipowicze, w zakładzie półotwartym, tzw. chemii. W ramach odbywanej kary musiał wykonywać prace społeczne i regularnie meldować się w zakładzie. Zwolniony został 15 marca 2004 roku.
Mikałaj Markiewicz był także redaktorem niepaństwowej gazety „Dień”; również zamkniętej przez władze.

### Działalność parlamentarna
W 1990 roku Mikałaj Markiewicz został deputowanym ludowym do Rady Najwyższej Białoruskiej SRR XII kadencji z Grodzieńskiego-Nadniemieńskiego Okręgu Wyborczego Nr 241. Wchodził w skład Komisji Rady Najwyższej ds. Jawności, Środków Masowego Przekazu i Praw Człowieka oraz Komisji Rady Najwyższej ds. Ekologii i Racjonalnego Wykorzystania Zasobów Naturalnych. Brał udział w opracowaniu i przyjęciu Deklaracji o Państwowej Suwerenności Białorusi oraz przygotowaniu projektów ustaw na nadzwyczajnej sesji Rady Najwyższej 24–25 sierpnia 1991 roku, w czasie której ogłoszono niepodległość Białorusi.
Współautor szeregu projektów ustaw, w tym w dziedzinie środków masowego przekazu. Pomysłodawca i uczestnik głodówki deputowanych Opozycji BNF 11–12 kwietnia 1995 roku w Sali Owalnej parlamentu, ogłoszonej na znak protestu przeciwko zainicjowanemu przez prezydenta Łukaszenkę referendum na temat wprowadzenia języka rosyjskiego jako drugiego języka państwowego, zmiany symboli państwowych Białorusi (biało-czerwono-białej flagi i herbu Pogoni) na symbole nawiązujące do radzieckich, integracji ekonomicznej z Federacją Rosyjską i prawa prezydenta do rozwiązywania parlamentu. W nocy z 11 na 12 kwietnia został razem z innymi protestującymi wywleczony siłą z sali parlamentu przez zamaskowanych funkcjonariuszy wojska i służb specjalnych, pobity, wepchnięty do samochodu, wywieziony, a następnie wyrzucony na ulicy w centrum Mińska.
W 2010 roku Zianon Pazniak opisał w swoich wspomnieniach Mikałaja Markiewicza z początku lat 90. następująco:

najmłodszy nasz deputowany, człowiek silny fizycznie (trenuje sambo), łagodny, uśmiechnięty i solidarny, z sercem chorym na Białoruś. Pozytywnie odznaczył się nie tylko w parlamencie, ale i w działalności pozaparlamentarnej.

## Odznaczenia
- Medal 100-lecia Białoruskiej Republiki Ludowej – 2019[7]